# Chongqing Blues
Chongqing Blues (Rizhao Chongqing) è un film del 2010 diretto da Wang Xiaoshuai.